# Lieberose
Lieberose (lågsorbiska: Luboraz) är en småstad i östra Tyskland, belägen i Landkreis Dahme-Spreewald i förbundslandet Brandenburg, omkring 30 km norr om Cottbus.
Staden tillhör kommunalförbundet Amt Lieberose/Oberspreewald, där även kommunerna Alt Zauche-Wußwerk, Byhleguhre-Byhlen, Jamlitz, Neu Zauche, Schwielochsee, Spreewaldheide och huvudorten Straupitz ingår.

## Historia
I närheten av staden, i grannorten Jamlitz, låg under Nazityskland koncentrationslägret KZ Lieberose, ett satellitläger till koncentrationslägret Sachsenhausen.

## Befolkning
| 1875 | 2 919 |
| 1890 | 2 712 |
| 1910 | 2 576 |
| 1925 | 2 415 |
| 1933 | 2 411 |
| 1939 | 2 261 |
| 1946 | 3 330 |
| 1950 | 3 244 |
| 1964 | 2 495 |
| 1971 | 2 396 |

| 1981 | 2 068 |
| 1985 | 2 017 |
| 1989 | 2 006 |
| 1990 | 1 970 |
| 1991 | 1 939 |
| 1992 | 1 892 |
| 1993 | 1 880 |
| 1994 | 1 864 |
| 1995 | 1 832 |
| 1996 | 1 823 |

| 1997 | 1 796 |
| 1998 | 1 809 |
| 1999 | 1 793 |
| 2000 | 1 770 |
| 2001 | 1 707 |
| 2002 | 1 664 |
| 2003 | 1 651 |
| 2004 | 1 611 |
| 2005 | 1 613 |
| 2006 | 1 573 |

| 2007 | 1 534 |
| 2008 | 1 514 |
| 2009 | 1 503 |
| 2010 | 1 485 |
| 2011 | 1 472 |
| 2012 | 1 417 |

Detaljerade källor anges i Wikimedia Commons..

## Kultur och sevärdheter

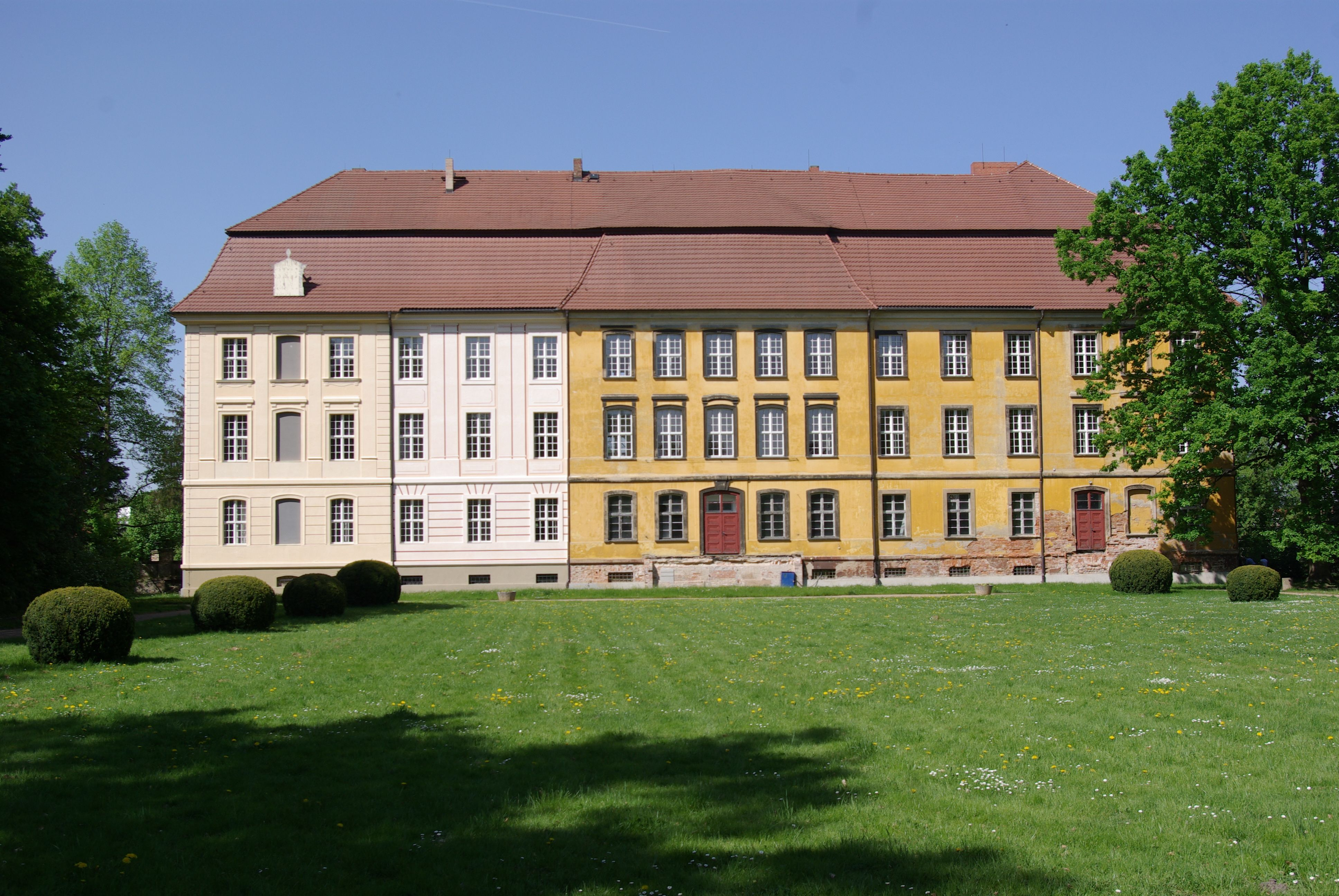
Schloss Lieberose

Till ortens viktigaste sevärdheter räknas:
- Schloss Lieberose med slottsparken.
- Den medeltida stadskyrkan, som sedan striderna om staden 1945 till större delen är en ruin.
- Kvarnen i Doberburg.